# Ryan X-13 Vertijet
Le Ryan X-13A-RY Vertijet est un avion expérimental américain à décollage et atterrissage verticaux des années 1950, de type « tail-sitter ». Le but du programme est de développer un appareil à réaction capable de décoller et atterrir verticalement, d'effectuer des transitions vol horizontal/vol vertical et vol vertical/vol horizontal, tout en ayant des performances se rapprochant des chasseurs de l'époque.

## Conception
À la fin de la Seconde Guerre mondiale, des ingénieurs de Ryan envisagent de modifier un FR-1 Fireball, dont le rapport poussée sur poids est supérieur à un dans certaines conditions, afin de lui permettre d'effectuer des décollages et atterrissages verticaux. En 1947, le Bureau of Aeronautics de la Navy passe un contrat avec la société Ryan pour l'étude de faisabilité d'un appareil pouvant être embarqué à bord de sous-marin. De 1947 à 1950, la société Ryan conçoit l'aéronef, le produit et mène une série d'essais au sol, puis avec l'avion relié au sol par des élingues. En 1953 l'USAF demande à Ryan de construire deux prototypes d'avions à réaction à décollage vertical et leur attribue la désignation X-13.
Le Vertijet est un appareil très compact, le volume disponible permet tout juste de loger dans son fuselage long de 7,14 m une cabine exiguë et un réacteur Rolls-Royce Avon, il est doté d'une voilure delta d'une envergure de 6,4 m. Le nez est équipé d'un crochet permettant de le suspendre à sa plateforme de lancement et d'une tige rétractable donnant au pilote la distance le séparant de cette dernière. Une fois l'appareil accroché, la plateforme est basculée en position horizontale et peut servir de remorque de transport. Lors des phases de décollage, d'atterrissage et de vol stationnaire le contrôle en lacet et en tangage est assuré par la poussée vectorielle du réacteur tandis que des buses placées sur les saumons contrôlent le roulis.

## Historique
Le premier appareil (serial 54-1619), doté temporairement d'un train d'atterrissage fixe, effectue son premier vol conventionnel le 10 décembre 1955. Durant ce vol et les suivants, il effectue plusieurs transitions prouvant ainsi la viabilité du concept. Après ces essais, le train d'atterrissage est démonté et remplacé par des roulettes placées à l'extrémité de chaque empennage, permettant à l'appareil d'être placé en position verticale avant décollage Des vols captifs, avec l'avion relié au sol par des élingues, sont effectués afin d'étudier la stabilité de l'appareil en vol stationnaire suivis de tentatives d'accrochage de l'appareil au brin de la plateforme. Ces essais sont menés par Peter F. « Pete » Girard, pilote d'essai en chef, et W.L « Lou » Everett, pilote d'essai, tous deux employés par la société Ryan.
Le 11 avril 1957 le second prototype (serial 54-1620) décolle à la verticale, passe en vol horizontal et revient s'accrocher au brin d'atterrissage de sa plateforme. Le 28 avril 1957, le X-13 participe à une présentation publique à Washington, D.C lors de laquelle il survole le Potomac avant d'atterrir au Pentagone.
L'USAF décide finalement d'abandonner le programme les inconvénients d'un appareil de configuration Tail Sitter (faible capacité d'emport en armement et rayon d'action limité) étant difficilement compatibles avec les performances exigées d'un avion de chasse pour lui permettre de se mesurer aux appareils de combat de l'époque.

## Postérité
Les deux prototypes fabriqués sont actuellement exposés dans des musées aéronautiques :
- Le premier X-13 (serial 54-1619) fait partie des collections du Musée de l'Air et de l'Espace de San Diego en Californie.
- Le second (serial 54-1620) a quant à lui été cédé au National Museum of the United States Air Force sur la base aérienne de Wright-Patterson dans l'Ohio.